# Konstrukční soustava HK
Konstrukční soustava HK je panelový konstrukční systém používaný ke stavbě v regionu východních Čech tehdejšími zaměstnanci královéhradeckého Stavoprojektu. Tato konstrukční soustava nahradila původní zděné obytné bloky a také již existující panelové bloky T02B a T03B. Domy se stavěly hlavně v Hradci Králové a Pardubicích v letech 1959 až 1967, přičemž návrhy a úpravy probíhaly do roku 1964. Poslední dům této konstrukční soustavy byl postaven v roce 1975.

## Kontext vzniku
Počátkem šedesátých let dvacátého století byly ověřovány různé konstrukce pro stavbu bytových domů. Základním smyslem bylo podle ÚV KSČ směřovat bytovou výstavbu ke zprůmyslnění, typizaci a unifikaci veškerých stavebních dílů a procesů, kdy se panely vyráběly včetně okenních rámů, omítek a obkladů. V materiálech hodnocení projektů však zcela chybí kritický pohled hodnotitelů i tvůrců dokumentace. Ekonomická nákladnost panelové výstavby vycházela na konci padesátých let lépe pro cihlovou výstavbu. Politický protekcionismus budovaným hlavně protežovanou výstavbou panelových domů v Sovětském svazu však výstavu prosadil i přestože si krajští delegáti na vysokou cenu stěžovali.
Projektů pro vyhodnocení bylo několik, komise pro řešení bytového problému při ÚV KSČ hodnotila hlavně hospodárnost pokusných staveb, která u pokusných staveb nedopadla dobře, protože stavby byly hodnoceny jako drahé. Ekonomické výsledky však byly ovlivněny cenovou tvorba státu, která nerespektovala realitu, ale centrální plán. Nakonec komise doporučila pro přípravu projekt budovaný v Bratislavě v okresku Krasňany a dále konstrukce z celomontovaných experimentálních staveb v Hradci Králové a v Praze Invalidovně, přičemž první panelový dům sériové výroby byl postaven právě v Hradci Králové.

## Varianty

### HK60
Vznikl jako východočeská varianta panelových domů T08B navržených Státním typizačním ústavem Praha. Úpravu pro východní Čechy provedli Jaroslav Škaloud a František Steiner. V roce 1959 byly v Hradci Králové postaveny první experimentální čtyřpatrové bytové domy s technickým podlažím využívající této konstrukční technologie. Zajímavostí je, že v těchto domech měli bydlet ti co tento dům projektovali a vyráběli, "aby si dům vyzkoušeli na vlastní kůži". Tyto domy se nacházejí podél Markovické ulice. Další domy této konstrukce se nacházejí na sídlišti Slezské Předměstí - Sever. Domy se stavěly od pěti do jedenácti podlaží. Zajímavostí těchto domů byl vyšší rozpon 6.2 metrů vůči tehdejšímu standardnímu rozponu 6 metrů. V prvních panelových domech se nacházely bytové jednotky od 2+1 do 4+1. Jednotlivé pokoje a plocha bytů byla však spíše menší. Byty se stavěly zpočátku bez balkónů, které byly jenom v mezipatrech schodiště a bez přívodu teplé vody. Ta se ohřívala až v bytech samotných, přívod teplé vody byl zaveden až dodatečně.
Stěnové dílce v této konstrukční soustavě mají tloušťku 250 mm, které jsou vylehčené otvory o průměru 190 mm.

### HK65
Mezi lety 1964 a 1965 proběhla revize předchozí varianty, která se označila jako HK65. Její hlavní změnou byla nová koncepce obvodového pláště, díky čemuž byly postaveny vyšší objekty a změna zavěšení parapetů. Řadové domy tohoto typu byly pěti až třináctipodlažní, samostatné domy byly deseti až sedmnáctipodlažní. První domy tohoto typu byly postaveny v dnešní Třebechovické ulici čp. 821 až 835 a byly desetipatrové. Další domy tohoto typu potom byly stavěny na Sídlišti Slezské Předměstí – Jih. V bytech byly také typizovaná koupelnová jádra typu B3 a typizované vestavěné skříně.
Z tohoto typu částečně vychází i celostátní konstrukční soustava T 08 B.

### HK69
Poslední revizí prošla soustava v roce 1969, kdy byl rozšířen sortiment stěnových a stropních panelů. Upraveny byly spáry i styky mezi panely podle nových předpisů, na základě zkušeností z výstaveb nejen v této konstrukční soustavě. Byla opět zvýšena únosnost panelů a došlo také ke zmenšení vylehčovacích otvorů ze 190 mm na 160 mm. Jeden panel vážil 3025 kg.